# 石井洋児
石井 洋児（いしい ようじ、1955年10月25日 - ）は、日本のゲームクリエイター、実業家。東京都出身。アーゼスト代表取締役会長。

## 来歴
1955年10月、東京都町田市にある建築資材会社の経営者の息子として生まれ、幼稚園から大学まで玉川学園系列の学校に通っていた。小学生のころから昆虫採集が好きで、中学生のころには玉川大学の農学部にある昆虫学研究室に出入りしていた。大学では昆虫を研究するつもりだったが、知り合いの「これからは電子工学だ」という言葉に興味を持ち、玉川大学工学部に進学して、電子工学を専攻した。この時専門課程にて、半導体の制作や応用の研究を行った。
一方、3歳年上の兄からは常にフリスビーやスケートボードといった新しいものをもたらされていた。

### セガ
玉川大学工学部電子工学科を1978年に卒業し、同年4月にセガ入社。当初は玩具メーカーを志望していたが、就職活動の最中にセガから大学に募集があり、「面白そうだなと思って」入社。
入社時の配属は製造部であったが、1979年にセガで始まった「幹部候補生制度」試験を受ける際には「研究開発技術者」を希望した。同試験に合格したため、1980年から研究開発部に異動。
研究開発部ではハードウェア課に所属し、ゲームサウンドの制作を担当。当時のサウンドは電子回路で発音させる方式だったため、工学部出身の知識を活かし、アナログの電子回路によってサウンドエフェクトを作成した（後にはPSGやDCSGチップも使用）。その頃の担当作には『プロ・モナコGP』や『ザクソン』、『ティップタップ』などがある。変わり種としては、1982年のジャパンアミューズメントエキスポに出展されたロボット「セガちゃん」も担当した。
サウンド制作を続けていくうちに、ゲーム企画職にも興味を持つようになり、1983年に企画セクションへ異動。企画としての担当作は『シンドバッドミステリー』、『アップンダウン』、『フリッキー』、『テディボーイブルース』、『ファンタジーゾーン』など多岐多数。鈴木裕とは、鈴木のデビュー作『チャンピオンボクシング』から始まり、『ハングオン』、『アウトラン』と、複数のタイトルでコンビを組んで企画を担当している。
またアーケード作品だけでなく、家庭用のSG-1000/SC-3000向けのラインナップを揃えるために、多数のタイトルも企画を担当した。『チャンピオンボクシング』もその内の1本である。
『ファンタジーゾーン』『アウトラン』までは企画担当としてプロジェクトに関わっていたが、1986年、第一研究開発部（アーケードゲーム開発部署）の企画デザイン係長に昇進すると、部下のゲームをプロデューサーとしてまとめる立場へと回るようになる。そこから1990年に第一研究開発部部長になるまでの間、石井の下で制作されたゲームは、『エイリアンシンドローム』、『SDI』、『スーパーハングオン』、『バレット』、『サンダーブレード』、『SHINOBI』、『テトリス』、『クラックダウン』、『獣王記』、『マイケル・ジャクソンズ ムーンウォーカー』など、多数にわたる。
1990年、組織改編によって第一研究開発部は第1AM研究開発部と第3AM研究開発部に分かれ、石井は第1AM研究開発部長となった。『ぷよぷよ』のアーケード版は、その時代の石井の助言によって大きく改変がなされ、発売された。
1993年、セガサターンの立ち上げに向けて、コンシューマー部署である第1CS研究開発部に部長として異動。セガサターンの内部開発ソフト全般の指揮を執った。1995年にはコンシューマソフト研究開発本部副本部長（兼・企画デザイン制作部長）、1997年には本部長となり、セガ発売タイトル全てを統括した。
1999年、コンシューマソフト事業部副事業部長の役職を最後に、セガを退社。

### アートゥーン／AQインタラクティブ
1999年8月、大島直人らとアートゥーンを設立し、代表取締役社長に就いた。また一方で、2003年にはAQインタラクティブの代表取締役副社長に就任し（アートゥーン社長と兼任）、2004年にアートゥーンがAQインタラクティブの連結子会社化された後、2005年にはAQインタラクティブの代表取締役社長となり、株式上場に尽力。アートゥーンにおいては2009年に社長を退き、代表取締役会長。

### アーゼスト
2010年にAQインタラクティブを退任し、同年6月アーゼストを大島とともに設立し、代表取締役社長。2022年には代表取締役会長となる。

## 逸話
- サウンド担当時代、人員を募集していた企画セクションの人間に自作の企画を見せることを続けていたところ、当時の上司だった佐藤秀樹に「企画に行くか、セガを辞めるか、どっちか選べ」と言われ、企画を希望した。
- 企画としての初仕事は、既にスタートはしていたが開発の進んでいなかったシンドバッドミステリーとアップンダウン。その2作品を引き継いで、両方とも一から作り直した。

## 主な担当作品
- プロ・モナコGP - サウンド
- ザクソン - サウンド
- ティップタップ - サウンド
- シンドバッドミステリー - 企画
- アップンダウン - 企画
- フリッキー - 企画
- テディボーイブルース - 企画
- チャンピオンボクシング - 企画
- ハングオン - 企画
- ファンタジーゾーン - 企画
- アウトラン - 企画